# 천지일보
천지일보(天地日報)는 대한민국의 전국 종합 일간지로, 2009년 9월 1일에 창간되었다. 격일간지로 발행해 오다가 2022년 7월부터 주5회 일간 발행을 시작했다. 중도개혁적 논조를 표방하며, 의식을 깨우는 정론, 화합과 상생의 주춧돌, 창조적 그린 미디어, 문화강국지향에 기여한다는 사시가 있다. 주 5회 일간 발행과 더불어 '글로벌 뉴스에 강한 세계시민의 신문'을 표방하고 국제, 문화 뉴스 비중을 높이고 있다.
2023년부터 생성형 인공지능 AI인 챗GPT에 큰 관심을 갖고 관련 포럼을 꾸준히 진행하고 있다. 2023년에는 챗GPT초거대 AI(인공지능) 세상을 어떻게 바꿀까라는 주제로 진행했고, 2024년에는 '생성형 인공지능(AI) 공존시대, 인류가 갈 길-AI 윤리와 세계시민의 역할을 중심으로'를 주제로 진행한다. 포럼뿐 아니라 천지일보 홈피 전면에 AI 영상과 AI 콘텐츠를 내세우는 등 AI를 적극 활용한 큰텐츠로 눈길을 끌고 있다.
신천지 전 신도들과 언론, 개신교 이단 연구자들은 이 신문이 신천지예수교 증거장막성전의 기관지라고 지적하고 있다 2019년 한국ABC협회 기준 19,814부의 유료부수를 판매하였고 2021년 기준 한국언론진흥재단 조사결과 0.02%의 열독률을 나타내고 있다.

## 역사
천지일보는 2009년 9월 1일 창간했다. 창간식은 그해 9월 3일 서울 한화프라자호텔 그랜드불룸에서 진행했다. 창간 초기에는 '사회·종교 화합'과 상생에 방점을 두고 범종교를 특화한 종합일간지로 출범했다.
창간 1주년인 2010년부터 매년 사회 화합과 종교 상생에 기여한 인물을 선정해 '천지인상 시상식'을 진행하고 있다. 천지인상 수상자로는 아덴만의 영웅 석해균 선장, 법륜스님(평화재단 이사장) 등이 있다.
2011년 '문화강국 지향에 기여'라는 사시 실현의 일환으로 천지일보 독도사랑음악회를 한전아트홀에서 진행했다.
같은 해 2011년 5월 세계미인대회 MGBQ 주관언론사로 선정됐다.
2013년부터는 중소기업 지원 차원으로 꾸준히 지면을 할애했다. 연말에는 유망중소기업을 선정해 시상하고 있다. 유망중소기업 대상에 선정된 기업들이 정부와 관련 기관에서도 긍정적인 평가를 받으면서 한 번 선정된 유망중소기업들이 꾸준히 수상을 희망하는 상으로 부상했다.
2013년 정전 60주년을 맞아 '스마트세계평화포럼2013'을 63빌딩에서 진행했다. 'IT를 평화의 도구로 활용하자'는 주제 아래 진행된 스마트세계평화포럼에는 당시 아랍 민주화의 주역으로 꼽히는 와엘 고님 전 구글 중동이사가 참석해 화제가 됐다.
2013년 뉴욕 유엔처치센터에서 유엔 종교지도자들을 모아 글로벌종교지도자 컨퍼런스를 진행하며 글로벌 종교 인사들과 교류확대에 힘썼다.
2021년 한국언론진흥재단 매체별 구독률, 열독률 조사에서 유료 구독률 18위(총 166개사 중), 열독률 44위(총 302개사 중)로 나타났다.
유료 구독자 성장을 바탕으로 2022년 7월부터 주 5회 일간 발행을 시작하면서 '글로벌뉴스에 강한 세계 시민의 신문' '국제와 문화뉴스에 강한 신문'을 표방하고 있다.

## 사업

### 천지인상(2010~)
천지일보는 2010년 천지인상을 제정하고 매년 정쟁과 이념을 넘어 사회 화합과 종교 상생에 기여하고 정의사회 구현에 앞장선 인물을 선정해 시상하고 있다. 코로나19 발생 직전인 2019년까지 10년 간 매해 진행했다.
천지사회인상은 사회 화합과 평화에 기여한 인물, 천지종교인상은 종교 상생과 이웃사랑의 정신을 실천해온 종교인, 특별상은 대한민국 발전을 위해 노력하며 정의사회 구현에 앞장선 인물에게 수여된다.
그간 법륜스님 평화재단 이사장, 박청수 청수나눔실천회 이사장, 아덴만의 영웅 석해균 선장 등 묵묵히 우리 사회에 '빛과 소금'의 역할을 해온 인사들이 천지인상을 수상했다.

### 유망중소기업 대상(2013년~)
천지일보는 홍보와 마케팅에 어려움을 겪는 중소기업들이 성장과 도약의 기회를 제공하고자 2013년부터 유망중소기업을 선정해 지면에 소개하고, 연말에 유망중소기업 대상 시상식을 진행했다. 유망중소기업 대상 수상 기업은 그 기술력과 품질이 검증돼 정부의 지원을 받는 데도 도움을 받고 있다.
천지일보와 ISO국제심사원협회가 공동주최하는 유망중소기업 대상에 선정된 기업들은 경영시스템의 지속성을 평가하는 국제표준화기구의 ISO, KS, 벤처기업, 이노비즈 등을 인증한 기업체 중 아래의 5가지 요건을 충족한 곳이다.
▲새로운 아이디어를 활용해 부가가치(매출 증대, 일자리 창출, 해외 진출, 등)를 창출하거나 영향력이 기대되는 기업
▲이 업종+동 업종 간의 융합을 통해 기존 산업의 경쟁력을 끌어올렸거나 기대되는 산업
▲과학기술과 ICT를 활용하여 제품과 서비스, 산업과 문화, 서비스와 서비스 등을 융합해 새로운 제품이나 기술 및 서비스로 창조경제에 기여, 기여 가능성이 높은 기업
▲친환경산업을 통한 창조경제에 기여, 기여 가능성이 높은 기업
▲공공부문의 경영 시스템 혁신을 통해 공공시설발전과 안전문화추진에 기여한 공공기관 

### 천지일보 단독
전국종합일간지 천지일보는 문화분야에서 다양한 단독기사를 내보냈고, 일부는 학술적인 성과로도 이어지고 있다. 이밖에도 정치, 경제, 사회 등 섹션별로 다양한 단독기사를 지속적으로 선보이고 있다.

## 논란과 비판
천지일보의 전신으로 추정되는 기독교초교파신문은 2008년 3월 17일 편집부국장·광고국장을 역임한 심혜진(당시 이름)씨의 폭로에 의해 신천지가 직영하는 언론으로 밝혀졌는데, 이후 기독교초교파신문이 해산되고 해당 데이터베이스를 천지일보가 인수하면서 천지일보가 단순히 기독교초교파신문이라는 이름을 물갈이한 것이 아닌지에 대한 개신교 언론들의 보도가 있었다. 이후 국민일보에 따르면 2011년 12월 신천지예수교 증거장막성전의  이만희 총회장은 천지일보를 방문해 50여분 간 설교했으며, 이 설교 중 이만희씨는 "우리(천지일보)는 천지교회죠? 신천지 아닙니까?" "우리 신천지신문만은 믿을 수 있어야 한다"고 발언했다.
이후 현대종교에 따르면 2012년 9월 16일 천지일보 기자단은 수요집회를 열어 "「천지일보」 기자단, 약속의 목자 이긴 자 총회장님이 주시는 계시의 말씀을 온전히 깨달아…" 등의 기도를 바쳤으며, 당시 이상면 편집인이 집회 중 설교를 했다. 또한 2013년 천지일보가 발행한 'Smart World Peace Forum Report 2013'에는 이만희를 천지일보의 회장(Chairman)으로 표현한 사실이 확인됐다. 이러한 증거들 이외에도 천지일보는 신천지예수교 증거장막성전에 우호적인 내용을 적극적으로 보도하는 반면, 일반 개신교에 대해 비판적인 논조의 기사를 다수 내보내고 있으며, 발행인이 신천지예수교 증거장막성전의 신도라는 점 때문에 신천지의 기관지가 아니냐는 의혹이 있다. 실제로 2012년 탈퇴한 지명한 전 강사는 기자회견을 통해 신천지가 교인들에게 천지일보를 구독하게 하고 있다고 증언했고, 2019년에 탈퇴한 박형민씨는 출간한 책에서 신천지 내 구역들이 신천지 총회의 지시에 따라 ‘구역회비로 매달 천지일보 구독료를 지출하고 있다’고 증언했다.
한편 2011년 천지일보가 '독도사랑 대음악회'를 주최하는 과정 중에 이러한 의혹이 제기되자, 천지일보 측에서는 이 문제를 제기한 단체와 그 대표자를 고소하였다. 하지만 이에 대해 수원지방검찰청 안양지청 및 서울고등법원에서는 '고소 단체의 발행인이 신천지인인 점, 이 신문에 신천지 관련 기사가 다른 신문들에 비해 많이 실렸다는 점'등을 들어, 그렇게 주장할만한 상당한 이유가 있다고 보고 모두 각하처리했다.
천지일보의 비중립적인 보도 태도는 법정에서도 비판적인 판단을 받고 있다. 2016년 5월 3일 서울고등법원 제13민사부는 천지일보가 인천광역시에 살고 있던 전 신천지 신자를 해당 신자의 전 관리자이던 마태지파 관계자가 찾아가 폭행한 사건인 '신천지 탈퇴자 폭행 사태'를 일방적으로 신천지 가해자 측에 유리하게 보도한 것에 대해 피해자가 천지일보측에 손해배상과 정정보도를 요구한 건에 대해 1심의 원고 일부승소 판정을 유지했다. 법원은 "천지일보가 가해자들에게 유리한 증언과 증거만 선별적으로 기사화"했다고 밝혔다. 천지일보는 항소했으나 2016년 8월 18일 기각되어 판결이 확정되었다(2016다223579).
이에 대해 천지일보 측은 ‘신천지 기관지’라는 주장이 가짜뉴스라고 주장하면서, 상기 사건에서 각하처리를 받은 조아무개가 '천지일보는 신천지 신문이 맞다'면서 이상면 대표를 무고로 고소한 건에 대해 검찰이 무혐의로 마무리함으로 논란이 일단락 되었다고 주장한다. 또한 2009년 천지일보 유영선 취재부장은 "천지일보가 '기독교초교파신문'의 기존 인프라를 인수했고, 이상면 사장(당시)이 이 신문의 편집국장이었지만, 직원들은 전연 관계가 없다"고 주장한 바가 있다. 또한 2012년 이상면 편집인은 이 신문에 "신천지 기사가 많지만, 실제로는 모든 종교와 교파의 보도 분량을 동일하게 하고 있다"고 주장했으며, 2015년 최아무개 상무는 "전체 온라인 기사 중 신천지 기사는 0.8%에 불과하다"고 주장한 바가 있다.
천지일보 측에 따르면 법원은 천지일보가 신천지의 '기관지'가 아닌 것으로 2016년에 판결하였다.

### 개종 강요 논란
대부분의 직원이나 기자들이 신천지의 신도이며, 신천지 신도가 아닌 사람들은 신천지 신도들에게 신천지로 개종을 강요받는다고 한다.

### 신천지 전 신도 폭행 왜곡 보도
신천지 탈퇴자 폭행 사건을 왜곡하여 보도한 일로 법원에서 손해배상 판결을 받게 되었다. 결국 정정 보도했다.

### 문재인 대선후보 광고 게재
2020년 신천지 대구교회 코로나19 집단 감염 사건 때 신천지가 미래통합당과 연관이 있다는 의혹이 제기되자 대표적인 보수 우파 측 언론에서 8년 전인 2012년 제 18대 대통령 선거 당시 문재인 민주통합당 대선후보가 천지일보에 광고를 집행했다는 사실을 부각하며 문재인 대선 캠프와 신천지 관련성을 주장했다. 그러나 2012년 대선 때에 문재인은 천지일보에만 광고를 한 것은 아니고 여러 신문사에 광고를 했다.

### 무분별한 신천지 옹호
신천지로 인한 코로나바이러스-19 확산 사태가 벌어졌는데도 끊임없이 옹호하는 기사만 내놓았으며, 코로나 사태로 인한 신천지 신도 인권침해 사례를 제보한다는 기사도 작성했다.